# Smodicinodes kovaci
Smodicinodes kovaci là một loài nhện trong họ Thomisidae.
Loài này thuộc chi Smodicinodes. Smodicinodes kovaci được Hirotsugu Ono miêu tả năm 1993.